# Cyrus Harris
Cyrus Harris (Pontotoc, Mississipi, 1817- Mill Creek, Oklahoma, 1888). Governador dels chickasaw els períodes 1856-1858, 1860-1862, 1866-1870 i 1872-1874. El 1837 fou traslladat amb la seva família a Oklahoma i ja el 1855 fou delegat chickasaw a Washington. Fou partidari dels Estats Confederats d'Amèrica, i el 1862 va marxar al front. Va construir nombroses escoles i el 1866 fou obligat a alliberar tots els esclaus de Territori Indi. Era bilingüe chickasaw-anglès i va ser traductor als negogicacions sobre el transfer dels chickasaw cap a occident